# Points Cœur (französischer Verein)
Der französische Verein Points Cœur entsendet Freiwillige gezielt in Elendsviertel zum Trost der Leidenden und ganz besonders der Kinder. Seine Leitidee orientiert sich an einer Kultur des Mitgefühls („Compassion“).
Seit 1995 besteht in Deutschland ein ähnlicher Verein „Offenes Herz e.V.“, dessen Sitz seit 2013 in Berlin-Neukölln liegt. Auch in anderen Ländern gibt es vergleichbare Organisationen, mit denen der Verein Points Cœur zusammenarbeitet. Eine organisierte internationale Vereinigung gibt es nicht.
Der Verein wurde 1990 in Frankreich gegründet. Mit ihm war die französische geistliche Gemeinschaft „Association privée de fidèles Points-Coeur“ verbunden, deren Priesterzweig 2017 und deren Schwesternzweig 2020 kirchenrechtlich aufgelöst wurden. Die geistliche Gemeinschaft nach diözesanem Recht beschloss 2020 mit einer Dreiviertelmehrheit die eigene Auflösung. Der französische Verein Points Coeur besteht somit weiter als zivile NGO, ohne institutionelle Verbindungen zur katholischen Kirche und daraus resultierendem geistlichen Auftrag.
Points Cœur hat seit 2005 einen Beraterstatus für die Belange der Menschenrechte beim Wirtschafts- und Sozialrat der Vereinten Nationen.

## Geschichte

### Gründung
Der Verein Points Cœur wurde am 4. Januar 1990 von Thierry de Roucy (* 1957) gegründet. Seine Idee war es, mit Gruppen von vier bis fünf Jugendlichen die Freundschaft mit den Armen und besonders den Kindern leben und so zu einer tröstenden Gegenwart werden. Die ersten zwei Häuser entstanden in Brasilien und Argentinien, sie wurden von elf freiwilligen Helfern geleitet. Zwischen 1992 und 1999 erweiterte sich der Freiwilligendienst in weitere 15 Länder. In diesen wurden Freiwilligenhäuser gegründet oder Partnerschaften mit lokalen Organisationen geschlossen, welche eine ähnliche Vision vertreten. Im Jahr 1997 wurde das erste Haus in Frankreich eröffnet.
Im Jahr 2001 wurde die gleichnamige geistliche Gemeinschaft „Association privée de fidèles Points-Coeur“ durch Estanislao Esteban Karlic, dem Erzbischof von Paraná, als eine Vereinigung von Gläubigen kirchenrechtlich anerkannt und erhielt das Anerkennungsdekret vom Päpstlichen Rat für die Laien.

### Organisation
Laut eigenen Angaben betreibt der Verein Partnerschaften mit 21 Häusern in Elendsvierteln in 18 verschiedenen Ländern, wo Freiwillige Gefängnisse, Krankenhäuser, Waisenheime, Obdachlosenhäuser, Müllhalden, Zentren für Behinderte, Frauenhäuser und Häuser für Drogenabhängige besuchen. Weiterhin betreibt der Verein ein Ausbildungszentrum für Freiwillige und zwei Wohngemeinschaften für junge Berufstätige in Frankreich.

## Selbstverständnis
Unter dem Leitmotto „Es geht darum, auf einen Schrei zu antworten, den Schrei der Männer und Frauen, denen ein Freund fehlt“ möchte die Gemeinschaft Mitgefühl (Compassion) und Trost in die Welt tragen und die Verantwortung für einsame und leidende Jugendliche und Kinder übernehmen. Die Pädagogik beruht auf drei Säulen: dem Gebetsleben, dem Gemeinschaftsleben und der apostolischen Aktivität.